# Arboretum Kalmthout

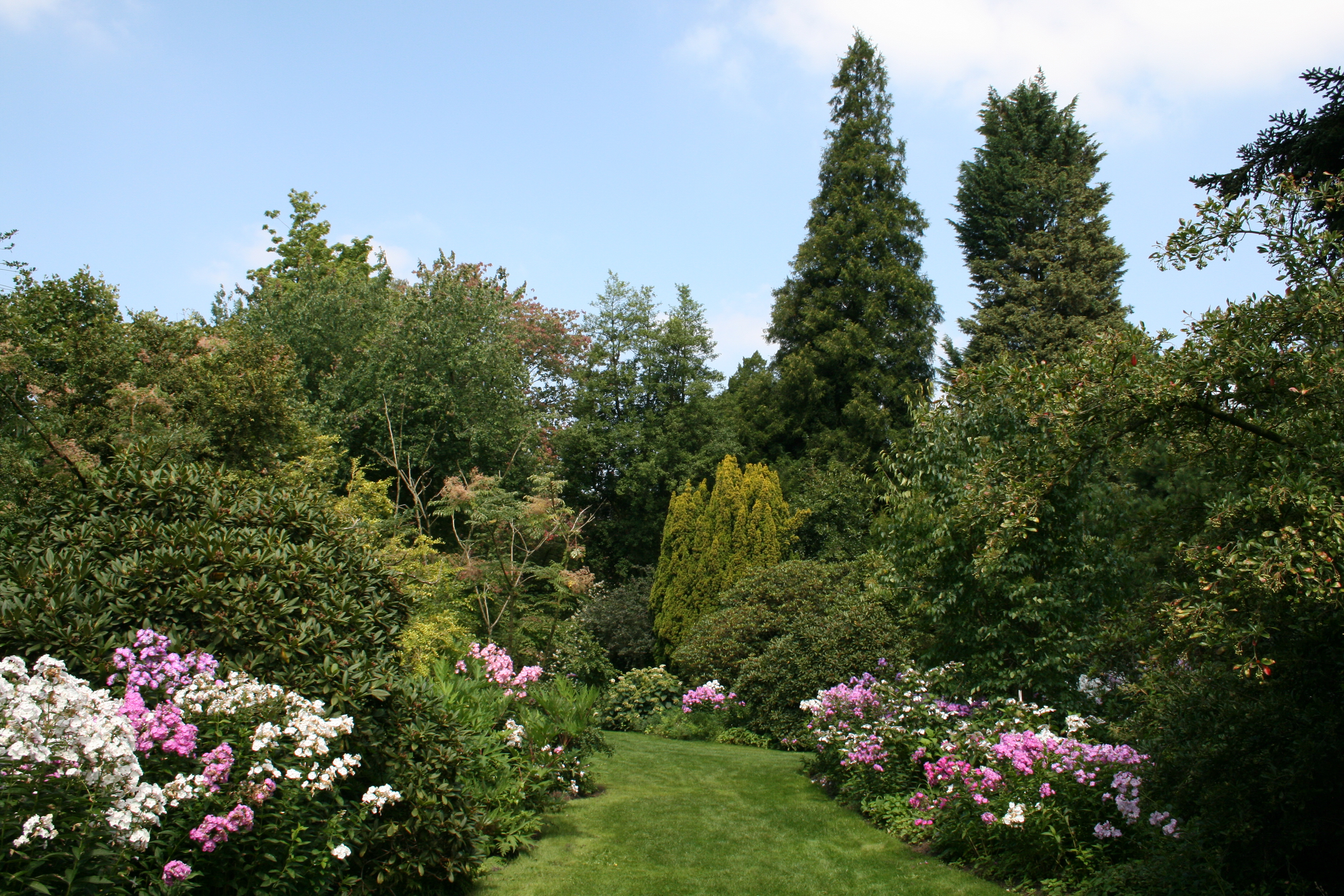
Coniferendreef

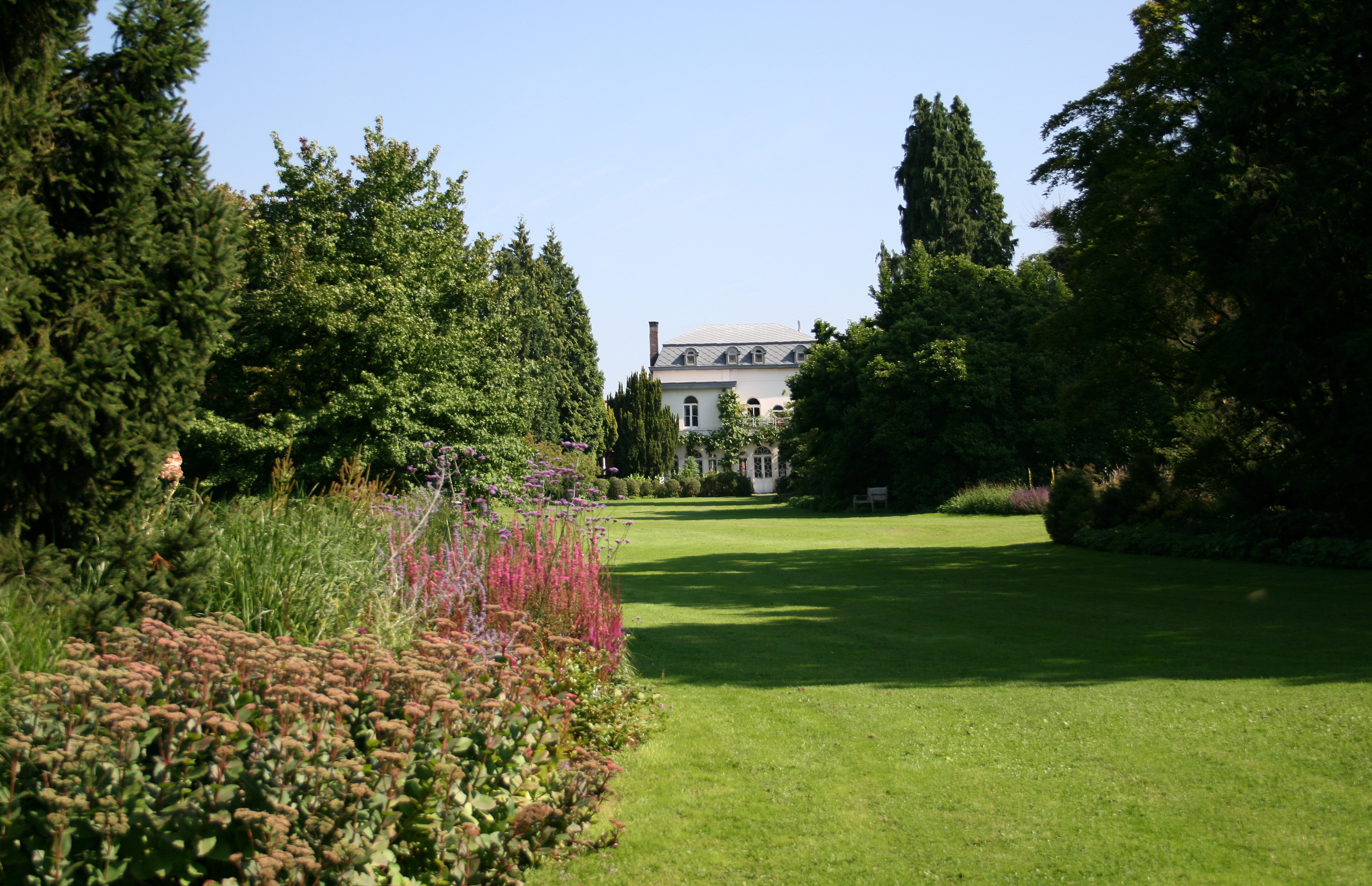
Vangeertenhof

Arboretum Kalmthout te Kalmthout in de provincie Antwerpen is een van de oudste en meest gevarieerde bomen- en plantentuinen in Vlaanderen.
Het arboretum heeft een brede collectie en kenmerkt zich door "schilderachtige, opvallend complete beplantingsbeelden." De perken hebben veelal een ovale vorm. In de perken zijn loofbomen, naaldbomen en struiken door elkaar geplant. Ook de kruidlaag vormt onderdeel van de collectie. Er zijn vier kleurentuinen, een rozentuin en een vlindertuin, die bijzondere accenten geven.
Tot de beroemdste collecties van Arboretum Kalmthout behoren de toverhazelaars (Hamamelis en verwante geslachten), die vooral aan het eind van de winter en in het vroege voorjaar bloeien. In het vroege voorjaar is ook de collectie sneeuwklokjes (Galanthus) op zijn mooist. Wat later in het seizoen volgen de rhododendrons en magnolia's. In de zomer bloeien de vaste planten. Het najaar biedt veel herfstkleuren.

## Geschiedenis
De boomkwekerij van kweker Charles Van Geert lag in 1856 aan de basis van dit arboretum.
Van Geerts opvolgers, Robert en Jelena de Belder-Kovačič maakten er na 1952 hun privé-verzameltuin van en zorgden voor een uitbreiding met vele zeldzame houtige gewassen.

## Tuinaanleg
Bijzonder is de wijze waarop de wetenschappelijke plantencollectie in de architectuur van de tuin is opgenomen. De schikking van de bomen en planten is zo opgevat dat men het gehele jaar door kan genieten van de afwisseling van kleuren en geuren. Binnen de plantenverzameling zijn de toverhazelaars het meest bekend. In januari en februari vinden ter gelegenheid van de bloei van de oude en breed uitgegroeide struiken in de tuin de Hamamelisfeesten plaats.
Het vroegere zomerverblijf van de oprichter, de parkvilla Vangeertenhof, werd gerenoveerd en doet dienst als tentoonstellings- en evenementenruimte.
Westelijk van de Vangeertenhof loopt de Coniferenlaan, die aan het eind van de negentiende eeuw werd aangeplant door Charles van Geert. Het was de oude toegangsweg, van een halve kilometer lang, tot kwekerij en arboretum. De laan liep door tot de Gloriëtte, aan het andere eind van de tuin, maar de laan werd in de loop der jaren behoorlijk ingekort. Langs de laan groeien onder andere Taxus, Chamaecyparis, Abies, Sciadopitys, Calocedrus en Juniperus. In de schaduw van de coniferen werden verschillende Rhododendron-hybriden geplant (het gehele arboretum huisvest meer dan 500 verschillende Rhododendrons). Heel bijzonder is de Emmenopterys henryi die dicht bij de Coniferenlaan staat. Deze zeldzame boom werd geplant in 1963 en bloeide in 1987 een keer. Sindsdien heeft de boom nog enkele keren gebloeid, onder andere in 2016. Opvallend zijn ook de sneeuwklokjesboom (Halesia monticola) en de zakdoekjesboom (Davidia involucrata) als ze in bloei staan.
Het arboretum is aangesloten bij Botanic Gardens Conservation International, een non-profitorganisatie die botanische tuinen samen wil brengen in een wereldwijd samenwerkend netwerk om het behoud van de biodiversiteit van planten te bevorderen.